# Lamaronde
Lamaronde és un municipi francès situat al departament del Somme i a la regió dels Alts de França. L'any 2007 tenia 76 habitants.

## Demografia

### Població
El 2007 la població de fet de Lamaronde era de 76 persones. Hi havia 24 famílies de les quals 8 eren parelles sense fills, 12 parelles amb fills i 4 famílies monoparentals amb fills.
La població ha evolucionat segons el següent gràfic:
Habitants censats

### Habitatges

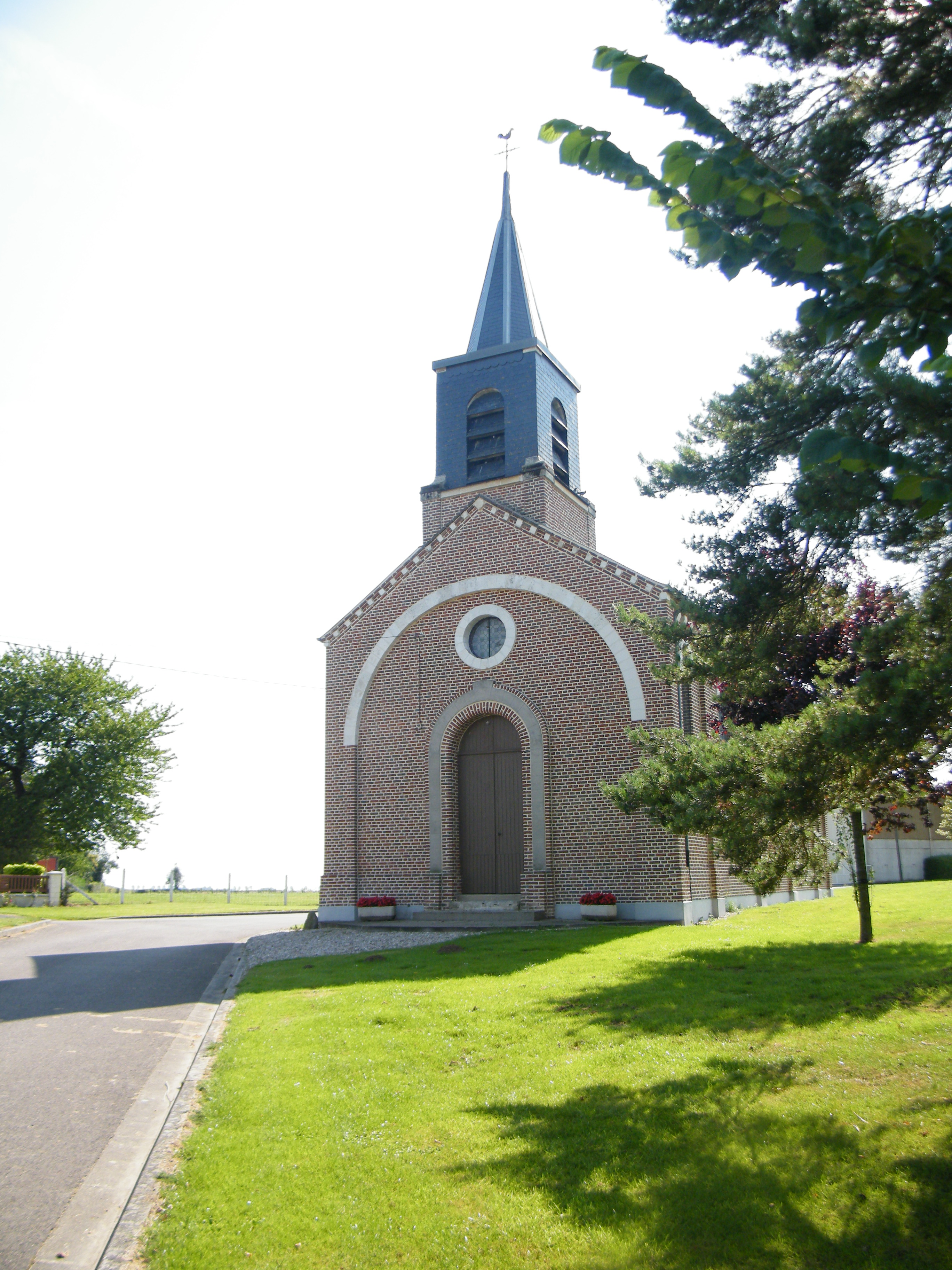

El 2007 hi havia 33 habitatges, 28 eren l'habitatge principal de la família, 3 eren segones residències i 2 estaven desocupats. Tots els 33 habitatges eren cases. Dels 28 habitatges principals, 24 estaven ocupats pels seus propietaris, 3 estaven llogats i ocupats pels llogaters i 1 estava cedit a títol gratuït; 1 tenia tres cambres, 5 en tenien quatre i 22 en tenien cinc o més. 19 habitatges disposaven pel capbaix d'una plaça de pàrquing. A 14 habitatges hi havia un automòbil i a 13 n'hi havia dos o més.

### Piràmide de població

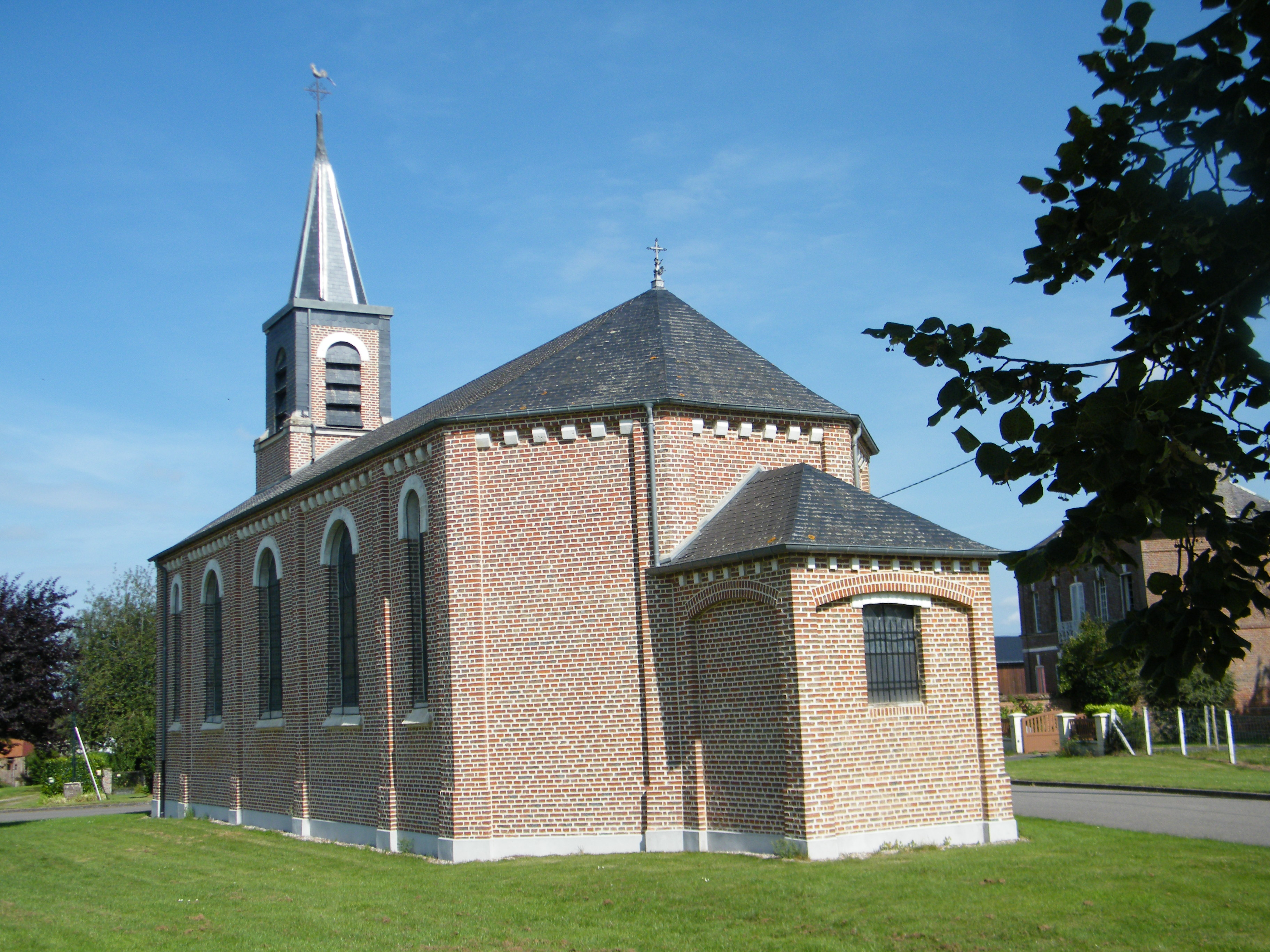

La piràmide de població per edats i sexe el 2009 era:
| Homes | Edats   | Dones |
| ----- | ------- | ----- |
| 0     | 95 o +  | 0     |
| 0     | 90 a 94 | 0     |
| 4     | 85 a 89 | 0     |
| 0     | 80 a 84 | 4     |
| 4     | 75 a 79 | 0     |
| 4     | 70 a 74 | 8     |
| 0     | 65 a 69 | 4     |
| 0     | 60 a 64 | 4     |
| 4     | 55 a 59 | 0     |
| 0     | 50 a 54 | 0     |
| 0     | 45 a 49 | 0     |
| 4     | 40 a 44 | 4     |
| 4     | 35 a 39 | 0     |
| 4     | 30 a 34 | 4     |
| 4     | 25 a 29 | 4     |
| 0     | 20 a 24 | 0     |
| 0     | 15 a 19 | 0     |
| 4     | 10 a 14 | 8     |
| 4     | 5 a 9   | 0     |
| 0     | 0 a 4   | 0     |

## Economia
El 2007 la població en edat de treballar era de 42 persones, 32 eren actives i 10 eren inactives. De les 32 persones actives 30 estaven ocupades (18 homes i 12 dones) i 2 estaven aturades (2 dones i 2 dones). De les 10 persones inactives 1 estava jubilada, 4 estaven estudiant i 5 estaven classificades com a «altres inactius».
Activitats econòmiques

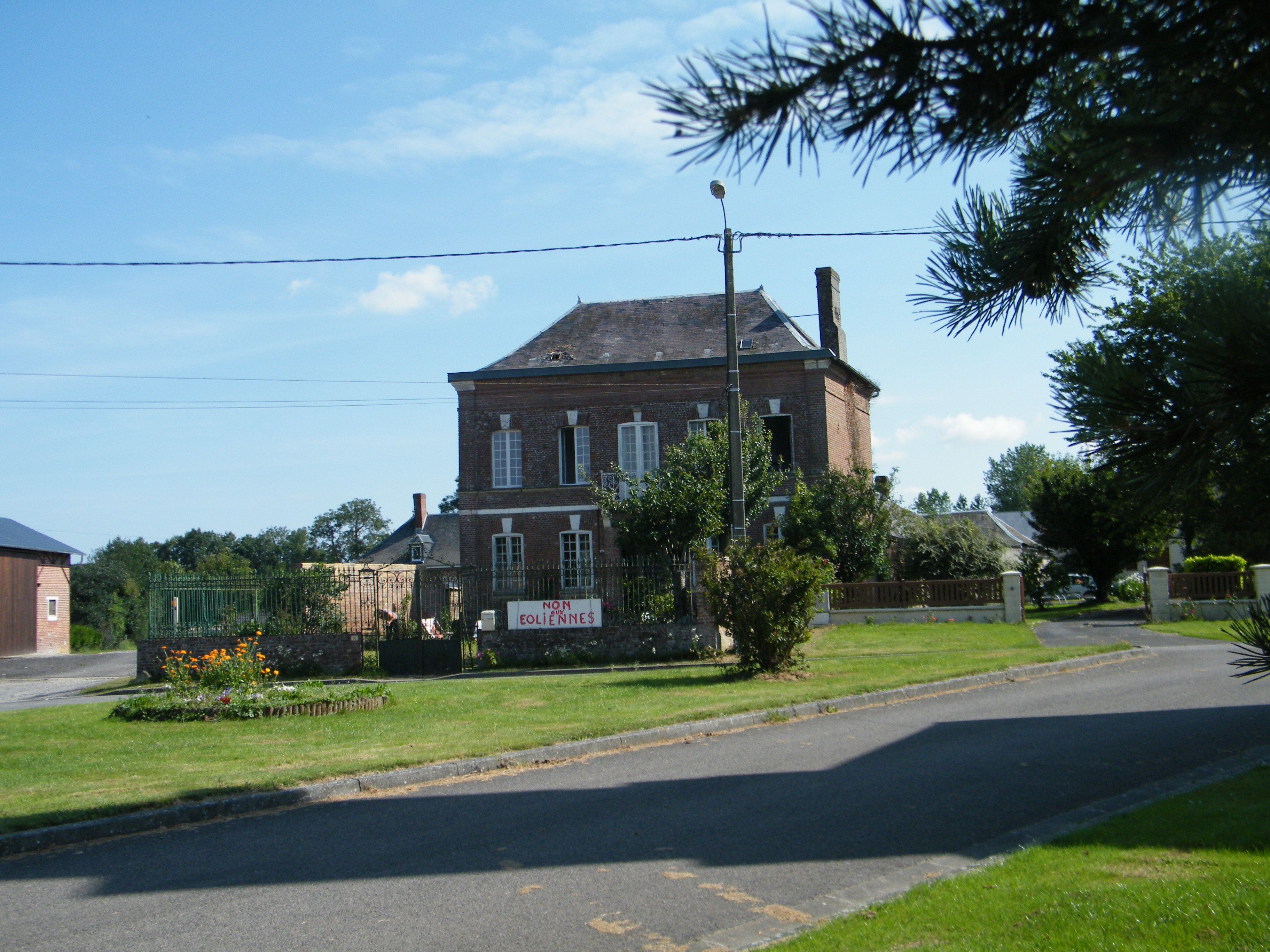

L'any 2000 a Lamaronde hi havia 9 explotacions agrícoles.

## Poblacions més properes
El següent diagrama mostra les poblacions més properes.